# Chó săn lội nước Spaniel Tweed
Chó săn lội nước Spaniel Tweed (Tiếng Anh:Tweed Water Spaniel hoặc Tweed Spaniel) là một giống chó đã bị tuyệt chủng từ thế kỷ 19. Giống chó này được biết đến với sự tham gia của nó trong sự phát triển thuộc thời kỳ sơ khai của hai giống chó là Chó tha mồi lông xoăn và Chó tha mồi lông vàng. Giống chó này được mô tả với ngoại hình là một con chó lông nâu thông thường đến từ khu vực xung quanh Berwick-upon-Tweed gần sông Tweed và có vị trí gần biên giới Scotland. Tuy là một giống chó, nhưng giống chó này không nổi tiếng bên ngoài khu vực địa phương. Loài chó này được tạo ra bằng cách lai những con chó săn lội nước địa phương với Chó săn lội nước St.John, một giống chó khác đã tuyệt chủng.

## Ngoại hình và tính khí
Chó săn lội nước Spaniel Tweed có một cái đuôi dài và một bộ lông màu nâu, xoăn và trông giống như bộ lông của chó săn lội nước Ireland, ngoại trừ giống chó này có mõm và hộp sọ nặng hơn. Giống chó này cũng có đôi tai dày, một ít lông, tai giống như chó săn, môi hơi rủ xuống và có lông ở chân trước, nhưng chân sau lại không. Kích thước của chúng nhìn chung là một giống chó nhỏ, với một bộ lông màu cam.
Loài này được biết đến do ưu điểm về trí thông minh, tính can đảm và sự khỏe mạnh của chúng.